# Чосер, Джефри
Дже́фри (Дже́ффри, Го́тфрид) Чо́сер (англ. Geoffrey Chaucer; ок. 1340/1345, Лондон — 25 октября 1400, там же) — средневековый английский поэт, «отец английской поэзии». Один из основоположников английской национальной литературы и литературного английского языка, первым начал писать сочинения не на латыни, а на родном языке.
Его творчество называют предвосхищающим литературу английского Возрождения. Главное произведение Дж. Чосера — проникнутый реализмом стихотворный сборник новелл «Кентерберийские рассказы».

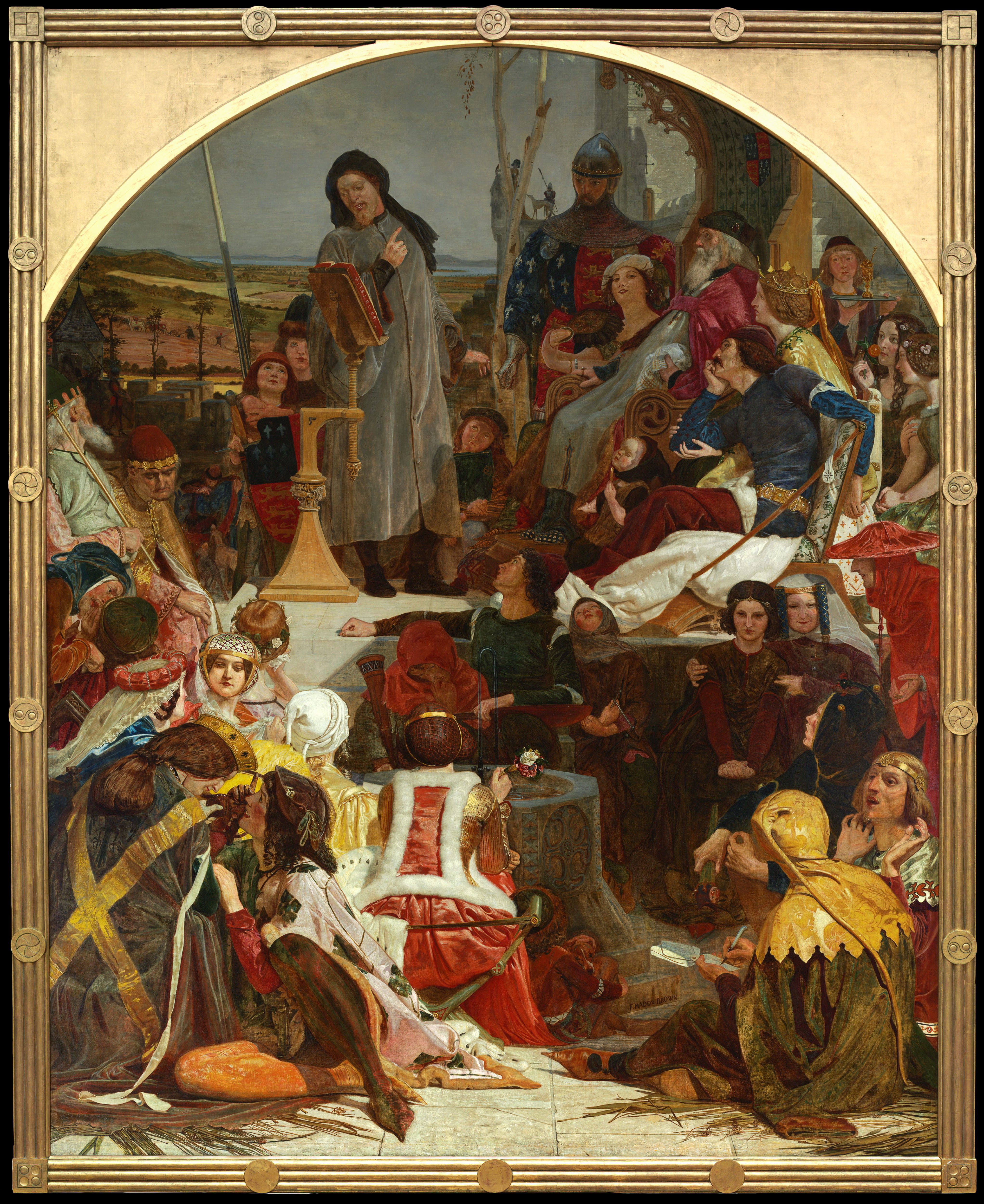
Форд Мэдокс Браун. «Чосер при дворе Эдуарда III» (около 1850 г.)

## Биография и творчество

### Ранние годы
Отец Чосера, виноторговец, поставлял вино ко двору короля, благодаря чему и сын его попал довольно рано (в возрасте семнадцати лет) ко двору в качестве пажа Елизаветы, жены Лайонела, сына Эдуарда III.
В 1359 году он принимал участие в походе против Франции, во время которого был взят в плен. Король выкупил его за 16 фунтов и, по возвращении его в Англию, сделал своим камердинером, а впоследствии и оруженосцем. К тому времени Чосер уже довольно основательно изучил тексты доступных ему европейских писателей и пробовал писать сам. Он воспевал в стихах свою любовь к неизвестной даме, которая не отвечала взаимностью на его страсть.
После войны (1360—1367 гг.) Чосер посещал, по-видимому, лондонскую высшую юридическую школу, которая давала хорошее общее образование. Он изучал классиков: Вергилия, Стация, Лукана, воспетых Данте, Клавдиана («Похищение Прозерпины»), Горация и Ювенала, но особенно Овидия, «Метаморфозы» и «Героиды» которого стали любимыми книгами Чосера. Также он изучал патристическую и средневековую латинскую церковную литературу, сочинения корифеев схоластической науки, которые очень ему пригодились, когда ему понадобилось снабжать учёными сведениями своих героев. Перевод Боэция, популярного у схоластиков, как и более поздний трактат об астролябии, отражал эти интересы. Но больше, чем классиками, и больше, чем отцами церкви и схоластиками, Чосер увлекался современными ему французскими поэтами. Тут было всего понемногу: эпос, лирика, видения, аллегория всех видов. Он отдал обильную дань влиянию этой литературы в тот ранний период своей деятельности, когда переводил «Роман о Розе», писал небольшие поэмы и лирические стихотворения.
В 1367 году имя Чосера вновь появляется в документах; на этот раз он упоминается как королевский камердинер; упоминается также, что он получал от короны пенсион. После этого имя Чосера начинает встречаться часто: королевские подарки ему и его жене, очередные пособия, новые назначения, дипломатические поездки. Зафиксировано и чрезвычайно важное для истории литературы поручение Чосеру в 1372 году вести переговоры с дожем Генуи. Этим назначением датируется первая поездка поэта в Италию (точнее, первая, в которой мы можем быть уверены), оказавшая, наряду со второй, в 1377 году, огромное влияние на творчество Чосера. Он сопровождал посольство также во Флоренцию, куда оно имело секретное поручение от короля. Во Флоренции Боккаччо собирался уже читать публичный курс по «Божественной комедии»; Чосер вывез оттуда рукописи Данте, Петрарки и Боккаччо. До поездки он, по-видимому, итальянского языка не знал, но это не имело для него большого значения. В деловых отношениях, политических и торговых, был в ходу латинский, который он знал хорошо. Полугодовое пребывание в Италии дало ему возможность вполне овладеть тосканским языком и читать великих флорентийских поэтов.
Чосер вернулся в Италию ещё раз в конце 1377 года и пробыл там ровно четыре месяца. На этот раз миссия касалась Ломбардии. Велись переговоры по военным делам с миланским тираном Бернабо Висконти и его зятем, земляком Чосера, кондотьером Джоном Хоквудом, подвизавшимся тогда в Италии. Возможно, что тогда же Чосер побывал и в Венеции. Два путешествия в Италию дали Чосеру возможность наблюдать пышный рост городской культуры и первый расцвет Возрождения. Все это было совершенно не похоже на то, что он видел дома. Он наблюдал зарождение новой буржуазной культуры, видел итальянские городские республики и монархии нового типа, дивился победному подъёму торговли и промышленности, в свете этих впечатлений начиная по-новому расценивать все то, что оставил в Англии.

### «Французский период»
Юношеский период творчества (приблизительно с 1369 до 1379 года) обычно называют «французским» из-за сильного влияния французской куртуазной литературы. К этому периоду относится также перевод одного из популярнейших произведений средних веков — «Роман о Розе» (Roman de la Rose), доставивший ему некоторую известность. Перевод утрачен; приписывавшийся прежде Чосеру другой перевод этого романа на английский язык принадлежит не ему. Первое произведение Чосера, время написания которого можно установить с точностью — поэма «Книга герцогини» (Book of the Duchess) — написано в 1369 году, по случаю смерти герцогини Бланки Ланкастерской, первой жены Джона Гонта, основателя Ланкастерской династии. Чосер утешает герцога, её мужа, в его утрате. Образцами ему служили при этом элегия Машо и Tristia Овидия, в некоторых же частях — тот же «Роман о Розе». Уже здесь Чосер проявил свою необыкновенную способность к ярким и колоритным описаниям.
Впоследствии герцог Ланкастерский стал постоянным покровителем Чосера и даже с ним породнился; третья жена Джона Гонта (а до этого — многолетняя любовница) Катерина Суинфорд была родной сестрой жены Чосера.

### Поездки в Италию
Летом 1370 года Чосер отправился на континент с дипломатическим поручением от короля. Он посетил Фландрию и Францию и в 1372 году поехал в Геную, где уладил некоторые дела с дожем, а оттуда во Флоренцию, где провёл зиму. В 1376, 1377 и 1378 годах он предпринял ещё ряд путешествий на континент по более или менее важным поручениям правительства, иногда секретным. Во время пребывания в Италии Чосер изучил итальянский язык и основательно ознакомился с итальянскими поэтами; это знакомство отразилось на сочинениях, написанных им после поездки в Италию, в которых довольно часто встречаются заимствования из Данте, Петрарки и Боккаччо, нередко цитируются их мысли, заимствуются поэтические обороты, местами длинные тирады, а иногда даже и самые сюжеты поэтических произведений. В Италии, по преданию, Чосер познакомился с Петраркой, который читал ему будто бы свой латинский перевод новеллы Боккаччо о Гризельде (десятая новелла десятого дня). Впоследствии Чосер включил эту новеллу в состав своих «Кентерберийских рассказов» («Рассказ Студента»). Путешествие в Италию способствовало также ближайшему знакомству Чосера с латинскими поэтами, которых, впрочем, он знал немного и до путешествия и которых он стал теперь почти боготворить.

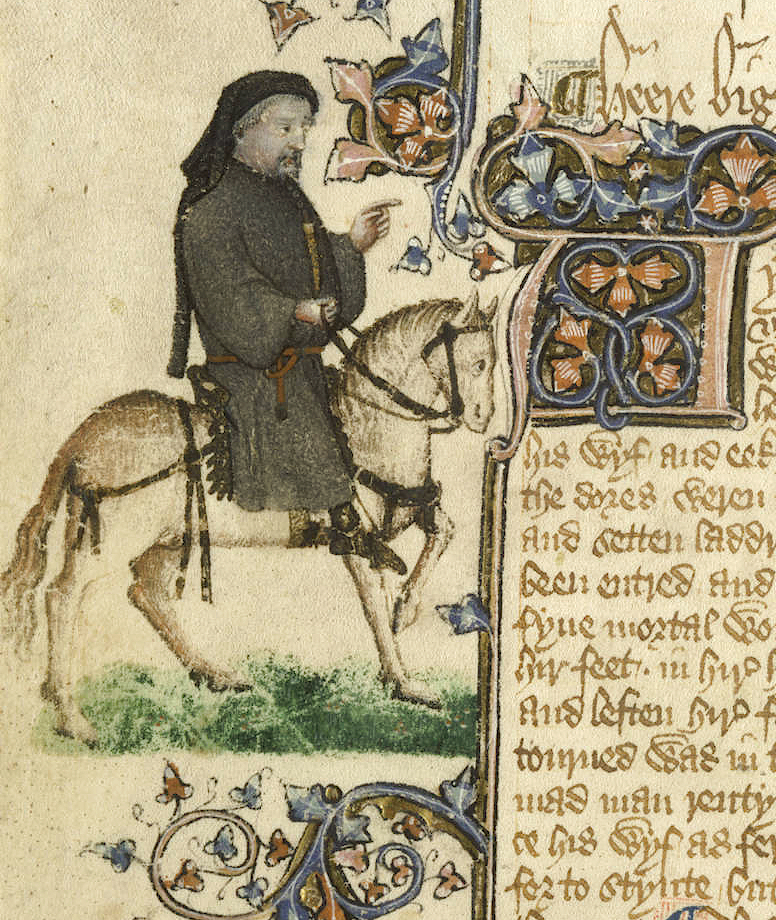
Чосер, изображённый в виде паломника на странице одной из Рукописей Элсмира

Изучение итальянских и латинских классиков оказало влияние на формальную сторону поэзии Чосера; благодаря ему она получила изящество и законченность, небывалые до того времени в английской литературе. В промежутках между поездками на континент Чосер возвращался в Лондон, где на него возлагались различные административные должности.
С 1374 года в течение двенадцати лет он исполнял обязанности таможенного надсмотрщика и контролёра, причём жил в Олдгейтской башне сравнительно уединённо. Добросовестно исполняя служебные обязанности, он посвящал весь свой досуг поэзии.

### «Итальянский период»
В «итальянский период» (приблизительно между 1380 и 1386 годами) написаны основные сочинения до «Кентерберийских рассказов»: перевод (из «Legenda aurea») «Жизни св. Цецилии», вошедший впоследствии в состав «Кентерберийских рассказов» (1378); «Complainte of Mars» (1378); «Parlement of Foules» (поэма «Птичий парламент»); «Troylus and Chryseide» (поэма «Троил и Крессида»; 1382); «The House of Fame» (поэма «Дом славы»; 1383—1384); «Legend of Good Women» («Легенда о славных женщинах»; 1388).
В этих поэмах особенно чувствуется влияние итальянских поэтов. В «Жизни св. Цецилии» есть места, непосредственно взятые из Дантова «Рая»; в «Parlement of Foules» — поэме, написанной по случаю бракосочетания юного короля Ричарда II, — вставлена переделка знаменитого вступления к III песне «Inferno»: «Per me si va nella città dolente»; сюжет «Troylus and Chryseide» целиком заимствован из «Filostrato» Боккаччо; легенда о примерных женщинах внушена Чосеру сочинением Боккаччо «О знаменитых женщинах». Наконец, путешествие Данте по трем царствам послужило образцом для поэмы «The House of Fame» (в которой Данте упоминается наряду с Вергилием и Клодионом).
Несмотря на эти влияния, Чосер проявляет в этой последней поэме значительную самостоятельность, сказывающуюся главным образом в картинных описаниях и в живом, естественном диалоге. Он уделяет также немало места своей личности, что придаёт его поэме близкий нам характер. Чосер описывает, как орёл уносит его на золотых крыльях в храм славы, построенный на ледяной скале, на которой написаны имена великих людей. Под влиянием солнечных лучей скала тает, исчезают и буквы имён, становясь все менее разборчивыми. В храме пребывают шумные толпы музыкантов, жонглеров, пророков, людей, прославляющих различными способами героев; слышится веселая музыка, красуются статуи великих поэтов. Сатирический элемент сказывается в описании группы порочных хвастунов, довольных своей дурной славой. Затем поэт переносит читателя в дом новостей, где толпятся праздные зеваки, жадные до новостей и не обращающие внимания на достоверность известий.

### «Троил и Крессида»
«Троил и Крессида» («Troylus and Chryseide») — большая поэма, вполне законченная по форме — состоит из 5 книг, написана любимым размером Чосера строфами из 7 стихов с системой рифм ababbcc. Сюжет её заимствован у Боккаччо, но автор сумел придать своему произведению печать самобытной индивидуальности, видоизменив характер рассказа и действующих лиц, искусно соединив, как впоследствии Шекспир в «Троиле и Крессиде», трагическое с комическим, героическое с обыденным. Он является также тонким психологом и мастером в постепенном ведении рассказа и в создании характеров. Особенно замечательна характеристика Пандара, скептика, пошляка, болтуна, хитрого и непристойного нахала, грубияна, вечно говорящего пословицами, циника и сводника. Из эпизодов особенно выделяется полная истинного драматизма сцена Крессиды с Пандаром, который, являясь посредником между Троилом и ею, искусно возбуждает в ней любопытство и интерес к Троилу, переходящие впоследствии в страсть. Поэма заканчивается характерным для английского поэта нравоучением, обращённым к молодым людям.

### «Легенда о примерных женщинах»
«Легенда о славных женщинах» или «Легенда о примерных женщинах» («Legend of Good Women»; 1388) — первое собрание повестей Чосера и первая на английском языке большая поэма в десятисложных строках. «Легенда о примерных женщинах» трактует о мученицах любви, начиная с древнейших времён, и написана вследствие сделанного Чосеру его покровительницей — королевой — упрёка в том, что он осмеивал женщин в других своих сочинениях («Roman de la Rose» и «Troylus and Chryseide»).
После 1379 года Чосер безвыездно жил в Лондоне; в 1386 году был избран депутатом в парламент (от графства Кент). Во время этой сессии парламента судился канцлер королевства Мишель Поль. Сохранением верности своим прежним покровителям, Ричарду и герцогу Ланкастерскому, Чосер навлёк на себя немилость Глостера и, лишившись всех должностей, впал почти в нищету. Спустя три года, когда Ричард упразднил совет, навязанный ему парламентом, и снова начал править самовластно, поэт был сделан клерком королевских работ (1389) и в этой должности распоряжался постройками и переделками в Вестминстере и других зданиях и замках. В течение этого времени он создал своё лучшее и знаменитейшее произведение, доставившее ему бессмертное имя во всемирной литературе — «Кентерберийские рассказы» («Canterbury Tales»).

### «Кентерберийские рассказы»
Это сборник рассказов, заключённых в одну рамку, подобно «Декамерону» Боккаччо, с той, однако, разницей, что у Боккаччо рамка носит хотя и прекрасный, но несколько искусственный характер, чуждый действительности, а рассказчики, принадлежа все к одному сословию, мало чем отличаются одни от других, тогда как Чосер в прологе переносит читателя в водоворот действительной жизни и рисует нам общество двадцати девяти пилигримов из самых различных слоев общества, разных полов, возрастов и темпераментов. Все они собрались в трактире близ Лондона, с тем, чтобы оттуда вместе двинуться в Кентербери на поклонение гробу св. Томаса Бекета.
Чтобы скоротать время, каждый из членов общества рассказывает какую-нибудь сказку или повесть; при этом Чосер заставляет всю труппу рассказчиков двигаться, останавливаться в трактирах на ночлег, знакомиться с прохожими, говорить, кричать, обмениваться комплиментами, а иногда и ударами. За каждым рассказом следуют живые комические сцены: путешественники обсуждают рассказ, спорят, горячатся. Всё это даёт возможность Чосеру создать целый ряд разнообразнейших характеров и типов. Рассказы подобраны так, что каждый из них соответствует характеру и общественному положению рассказчика, да и манера каждого из них особая. Рассказ исповедника походит на проповедь и заканчивается приглашением купить индульгенций и пожертвовать что-нибудь на церковь. Нищенствующий брат непременно хочет говорить, но гнев мешает ему, и из рассказа его ничего не выходит; мещанка из Бата, — необыкновенно ярко нарисованный комический тип, — толстая жизнерадостная болтунья, уморившая нескольких мужей, прежде чем приступить к своей сказке рассказывает несколько автобиографических подробностей. Рыцарь, сообразно своему сану, рассказывает изящную придворную повесть о Паламоне и Арсилае (подражание «Тесеиде» Боккаччо), оксфордский клерк — повесть о Гризельде; монах, толкуя о превратностях судьбы, приводит примеры людей, испытавших их; рассказ пьяного мельника передаёт непристойную повесть в духе фабльо и т. п.
Таким образом, «Кентерберийские рассказы» представляют, в общем, нравоописательный роман, в котором нравы и типы английского современного Чосеру общества списаны прямо с натуры. При этом Чосер не только не гнушается изображением людей из низших сословий, но рисует их с очевидной симпатией и глубоким знанием. Без сомнения с одной стороны материалом ему служили наблюдения, произведённые им в течение его богатой разнообразными встречами и переменами жизни, с другой — он пользовался такими источниками как, напр., «Тезеида» и «Декамерон» Боккаччо («Рассказ Рыцаря» и «Рассказ Студента») и др. Быть может, влияние учения Уиклифа сказывается в изображении характера лицемерного и корыстолюбивого нищенствующего брата, питающегося, по его словам, только Библией и увещевающего больного, главным образом, давать побольше монахам, а также в идеальном изображении образцового священника, истинного пастыря церкви, и благочестивого крестьянина. Впрочем, на основании этого не следует ещё заключать, что Чосер принадлежал сам к последователям Уиклифа: в фаблио, авторами которых несомненно были правоверные католики, также нередко можно встретить сатирические изображения пастырей церкви. «Кентерберийские рассказы» остались неоконченными, может быть, вследствие тяжёлых обстоятельств, постигших поэта в последние годы жизни; но и того, что есть, вполне достаточно, чтобы судить о богатстве и разнообразии таланта автора.

### Поздние годы
В последние годы жизни Чосер написал несколько стихотворений, проникнутых грустным настроением: он выражает желание бежать от света и толпы, просить короля помочь ему в нищете, замыкается в себе и сосредоточивается. Сюда относятся: «Truth» («Истина») или «Ballade de Вon Сonseil», «Lak of Stedfastness», «L’envoy de Chaucer à Seogen», «L’envoy de Ch. à Bukton», «The Сomplaint of Venus», «The Сomplaint of Ch. to his empty purse». В самом конце жизни счастье снова улыбнулось Чосеру: король назначил ему довольно значительную по тому времени пенсию, и ему удалось снять хорошенький дом близ Вестминстерского аббатства.
В 1400 году Чосер умер и погребён с почётом в Вестминстерском аббатстве («Уголок поэтов», он стал первым захороненным там).

## Семья
Жена: до 12 сентября 1366 Филиппа де Роэ (около 1346 — около 1387), дочь Пейна де Роэ, рыцаря из Эно. Дети:
- Томас Чосер (около 1367 — 18 ноября 1434), английский политический деятель и придворный[6].
- Льюис Чосер (умер после 1403).
- Элизабет Чосер.

## Значение
Широкая слава, которой Чосер начал пользоваться ещё при жизни, не только не померкла с течением времени, но даже возросла. В эпоху Возрождения британский первопечатник Кекстон напечатал текст его сочинений в 1478 и в 1484 г.; Спенсер видит в сочинениях Чосера чистейший источник английской речи; Сидни превозносит его до небес. В XVII веке Джон Драйден освежает и подновляет его сказки; в XVIII веке на его сочинения обращает внимание крупнейший английский поэт Александр Поуп. Наконец, в XIX веке возникает так называемое «Чосеровское общество» (англ. — «Chaucer Society»), по инициативе Фурниваля (основано в 1867 году). Цель его — издание критически проверенных текстов сочинений Чосера и изучение биографии поэта.
Заслуги Чосера в истории английской литературы и языка весьма велики. Он первый среди англичан дал образцы истинно художественной поэзии, где повсюду господствует вкус, чувство меры, изящество формы и стиха, повсюду видна рука художника, управляющего своими образами, а не подчиняющегося им, как это часто бывало у средневековых поэтов; везде видно критическое отношение к сюжетам и героям. В произведениях Чосера уже имеются все главнейшие черты английской национальной поэзии: богатство фантазии, соединённое со здравым смыслом, юмор, наблюдательность, способность к ярким характеристикам, наклонность к подробным описаниям, любовь к контрастам, одним словом, всё, что позднее встречаем в ещё более совершенном виде у Шекспира, Филдинга, Диккенса и других великих писателей Великобритании. Он придал законченность английскому стиху и довёл до высокой степени изящества литературный язык. Относительно чистоты речи он проявлял всегда особенную заботливость и, не доверяя переписчикам, всегда просматривал лично списки своих сочинений. В деле создания литературного языка он проявил большую умеренность и здравый смысл, редко употреблял неологизмы и, не стараясь воскресить отжившие выражения, пользовался лишь теми словами, которые вошли во всеобщее употребление. Блеск и красота, которые он сообщил английскому языку, доставили последнему почётное место среди других литературных языков Европы; после Чосера наречия уже утратили всякое значение в литературе. Чосер был первым, начавшим писать на родном языке и прозой, а не по-латыни (например, «The Аstrolab» — трактат, написанный им в 1391 г. для его сына). Он употребляет здесь национальный язык сознательно, чтобы выразить лучше и точнее свои мысли, а также из патриотического чувства. Миросозерцание Чосера вполне проникнуто языческим духом и жизнерадостностью эпохи Возрождения; только некоторые средневековые черты и выражения вроде «Св. Венеры», попадающиеся, впрочем, в более ранних произведениях Чосера, свидетельствуют о том, что он ещё не вполне освободился от средневековых воззрений и смешения понятий. С другой стороны, некоторые его мысли о благородстве, о воспитании детей, о войне, характер его патриотизма, чуждого всякой национальной исключительности, сделали бы честь даже человеку XIX века.

## Произведения Джефри Чосера
- Сканированный подлинник «Кентерберийских рассказов» на портале Британской библиотеки Архивировано 3 июля 2009 года.
- Кентерберийские рассказы Архивная копия от 30 сентября 2007 на Wayback Machine в Библиотеке проекта «Гутенберг»
- Кентерберийские рассказы в Электронной библиотеке по философии — http://filosof.historic.ru Архивная копия от 24 октября 2007 на Wayback Machine
- «Кентерберийские рассказы» (перевод на современный английский язык)
- Кентерберийские рассказы (Пролог) (Canterbury Tales:General Prologue) Архивная копия от 15 октября 2007 на Wayback Machine (рус.) (англ.)
- «Кентерберийские рассказы» в кратком пересказе
- Книга о королеве (The Boke of the Duchesse). Перевод Сергея Александровского
- Птичий парламент. Перевод Сергея Александровского
- Птичий парламент (с параллельным английским текстом). Архивная копия от 15 октября 2017 на Wayback Machine Перевод Сергея Александровского